# Worobjowo (Kaliningrad)
Worobjowo (russisch Воробьёво, deutsch Groß Hohenrade) ist ein Ort in der russischen Oblast Kaliningrad. Er gehört zur kommunalen Selbstverwaltungseinheit Stadtkreis Gurjewsk im Rajon Gurjewsk.

## Geographische Lage
Worobjowo liegt 20 Kilometer östlich von Kaliningrad (Königsberg) an der Kommunalstraße 27K-031 (alte Trasse der Föderalstraße A229, ehemalige deutsche Reichsstraße 1). Im Ort zweigt in nordöstliche Richtung die Kommunalstraße 27K-214 ab, die in Roschtschino (Possindern) bereits den Rajon Gwardeisk erreicht.
Bis 1945 war Groß Hohenrade Bahnstation an der Strecke von Königsberg (Preußen) und Prawten (russisch: Lomonossowo) nach Possindern (Roschtschino) und Tapiau (Gwardeisk) der Königsberger Kleinbahn.

## Geschichte
Das bis 1946 Groß Hohenrade genannte ehemalige Gutsdorf wurde im Jahre 1874 in den neu errichteten Amtsbezirk Heiligenwalde eingegliedert. Er gehörte zum Landkreis Königsberg (Preußen) (1939 bis 1945 Landkreis Samland) im Regierungsbezirk Königsberg der preußischen Provinz Ostpreußen.
Im Jahre 1910 zählte Groß Hohenrade 90 Einwohner. Am 15. November 1928 erlosch die Eigenständigkeit Groß Hohenrades, als sich nämlich das Gutsdorf mit den Landgemeinden Pogauen (russisch: Wyssokoje) und Rogahnen (Dworki) zur neuen Landgemeinde Pogauen zusammenschloss.
Infolge des Zweiten Weltkrieges kam das nördliche Ostpreußen und mit ihm Groß Hohenrade zur Sowjetunion. Im Jahr 1947 erhielt der Ort die russische Bezeichnung Worobjowo und wurde gleichzeitig dem Dorfsowjet Nisowski selski Sowet im Rajon Gurjewsk zugeordnet. Von 2008 bis 2013 gehörte Worobjowo zur Landgemeinde Nisowskoje selskoje posselenije und seither zum Stadtkreis Gurjewsk.

## Kirche
Die Einwohner Groß Hohenrades waren vor 1945 fast ohne Ausnahme evangelischer Konfession. Groß Hohenrade war ein Kirchspielort innerhalb der Pfarrei der Kirche Heiligenwalde (russisch: Uschakowo) im Kirchenkreis Königsberg-Land II in der Kirchenprovinz Ostpreußen der Kirche der Altpreußischen Union. Letzter deutscher Geistlicher war Pfarrer Paul Kortzitzki.
Heute liegt Worobjowo im Einzugsgebiet der evangelisch-lutherischen Auferstehungskirchengemeinde in Kaliningrad (Königsberg), zugehörig zur Propstei Kaliningrad der Evangelisch-lutherischen Kirche Europäisches Russland (ELKER).

## Söhne und Töchter des Ortes
- Kurt Andersen (1898–2003), Brigadegeneral des Bundesgrenzschutz